# Хаммар, Биргитта
Гурли Биргитта Мария Элисабет Хаммар, урождённая Ловен (швед. Gurly Birgitta Maria Elisabeth Hammar; 29 февраля 1912, Стокгольм — 17 июня 2011) — шведская переводчица художественной литературы.

## Биография
Биргитта Ловен родилась в 1912 году в Стокгольме. Она была старшей из четырёх дочерей в семье. Вместе с сёстрами она посещала частную школу для девочек, а в 1931 году закончила Женский лицей (Lyceum för flickor). Затем она провела год в Париже, где изучала французский язык, а вернувшись в Швецию, продолжила изучение языков в Стокгольмском университете.
В 1934 году Биргитта стала младшим редактором в либеральной газете «NU». В 1936 году она вышла замуж за предпринимателя Альберта Хаммара. У супругов родились трое детей. Переводческая карьера Биргитты Хаммар началась в 1939 году, после того как она прекратила работу в газете. Блестяще выполнив пробный перевод для издательства Альберта Бонье, она тут же получила ряд заказов и на протяжении последующих 50 лет переводила художественную литературу: в основном с английского, но также с французского, немецкого, датского и норвежского языков. В общей сложности она перевела около 170 произведений.
В первую очередь Биргитта Хаммар известна как переводчик произведений Вудхауса и Сэлинджера. Её перевод «Над пропастью во ржи» (1953), несмотря на изменения, которые претерпел с тех пор молодёжный язык, до сих пор востребован. Что касается произведений Вудхауса, то к 1991 году Биргитта Хаммар перевела 45 его книг и о её переводах говорили, что местами они превосходят оригинал. Среди переводов Биргитты Хаммар также немало произведений драматургического жанра, включая пьесы Альбера Юссона, Уильяма Гибсона, Артура Миллера, Т.С. Элиота и Франсуазы Саган. За свою переводческую деятельность Биргитта Хаммар была награждена рядом премий, среди которых премия Шведской академии за лучший перевод (1959) и премия Эльсы Тулин (1992).
Биргитта Хаммар умерла в 2011 году и была похоронена на Северном кладбище в Сольне.